# Щербей, Василий Михайлович
Василий Михайлович Щербей (укр. Василь Михайлович Щербей; 14 августа 1955, Ждениево — 3 августа 1985, Ждениево) — советский украинский футболист, защитник. Мастер спорта СССР (1979).

## Биография
Начинал карьеру в любительском футбольном клубе «Электрон» из Ждениево. После службы в советской армии был отправлен в «Говерлу» из Ужгорода, откуда в 1978 году перешёл во львовские «Карпаты». Участник Первой лиги чемпионата СССР 1979 года, вместе со своими одноклубниками — Григорием Батичем, Юрием Дубровным, Игорем Мосорой и Виктором Копылом — помог клубу выйти в Высшую лигу СССР.
В сезонах 1982 и 1983 годов выступал за «Нистру» вместе со своими многими одноклубниками из львовских «Карпат». В 1984 году вернулся в «СКА Карпаты», покинув клуб в конце сезона. В 1985 году выступал за луцкое «Торпедо». Всего в Высшей лиге чемпионата СССР провёл 51 игру. Был близким другом Игоря Мосоры.
Во время службы в армии выступал за сборную СССР среди военных на турнире стран ОВД.
Скоропостижно скончался 3 августа 1985 года в родном Ждениево: он ожидал приезда в гости Игоря Мосоры. Причины смерти доподлинно неизвестны, хотя Щербей ничем не был болен. Похоронен на Яновском кладбище во Львове.
Сын — Мирослав Щербей (род. 1968), начальник Главного управления МЧС в Закарпатской области, заслуженный работник физической культуры и спорта Украины, глава Воловецкого областного совета, депутат Закарпатского областного совета. Имя Василия Щербея носит футбольный памятный турнир.